# Johann Friedrich Grooth
Johann Friedrich Grooth (russisch Иоганн Фридрих Гроо́т; * 23. April 1717 in Stuttgart; † 6. Februarjul. / 18. Februar 1801greg. in St. Petersburg) war ein deutscher Maler und Tiermaler.

## Leben
Johann Friedrich Grooth war der Sohn von Johann Christoph Grooth (1688–1764), Hofmaler des Herzogs von Württemberg und Kurator der herzoglichen Gemäldegalerie. Johann Friedrich Grooth war bekannt als der „Große Grooth“ im Hinblick auf seinen älteren Bruder Georg Christoph Grooth. Johann Friedrich lernte Malerei bei seinem Vater und anderen Meistern in Ludwigsburg und Dresden. 1739–1740 lebte und arbeitete er in Wien.
1741 wanderte Johann Friedrich Grooth auf Einladung des in russischen Diensten stehenden Generals Ulrich von Löwendal mit seinem Bruder nach Reval aus. 1742 wurde er in St. Petersburg Restaurator der kaiserlichen Gemäldesammlungen. 1749 nach dem Tode seines Bruders wurde Grooth zum Hofmaler ernannt (bis 1761). 
Zarin Elisabeth liebte die Jagd und die Darstellungen von Jagdszenen und von Wild- und Haustieren. Grooth malte solche Bilder und schuf in ihrem Auftrag eine Vielzahl von Gemälden dieser Art. Jedes neue Werk wurde vom gesamten Hof besichtigt. Diese Bilder hingen im Jagdschlösschen Mon Bijou in Zarskoje Selo. 1765 wurden 41 Bilder in die neugegründete St. Petersburger Kunstakademie überführt, wo sie die „Grooth-Galerie“ bildeten. Am Ende des 19. Jahrhunderts war davon nur noch ein Bild vorhanden (Wildgeflügel). Viele andere Bilder Grooths befinden sich im Schloss Gattschina.
1765 wurde Grooth in die  Kunstakademie als Akademik aufgenommen und ihm die Malerei-Klasse übertragen. 1766 wurde er Berater und 1774 Ehrenmitglied der Akademie. Er war der führende Lehrer der Tiermalerei und hatte viele Schüler, darunter Michail Iwanow. 1775 übernahm Grooths Schüler Karl Friedrich Knappe die Malerei-Klasse.